# Murg, Rin

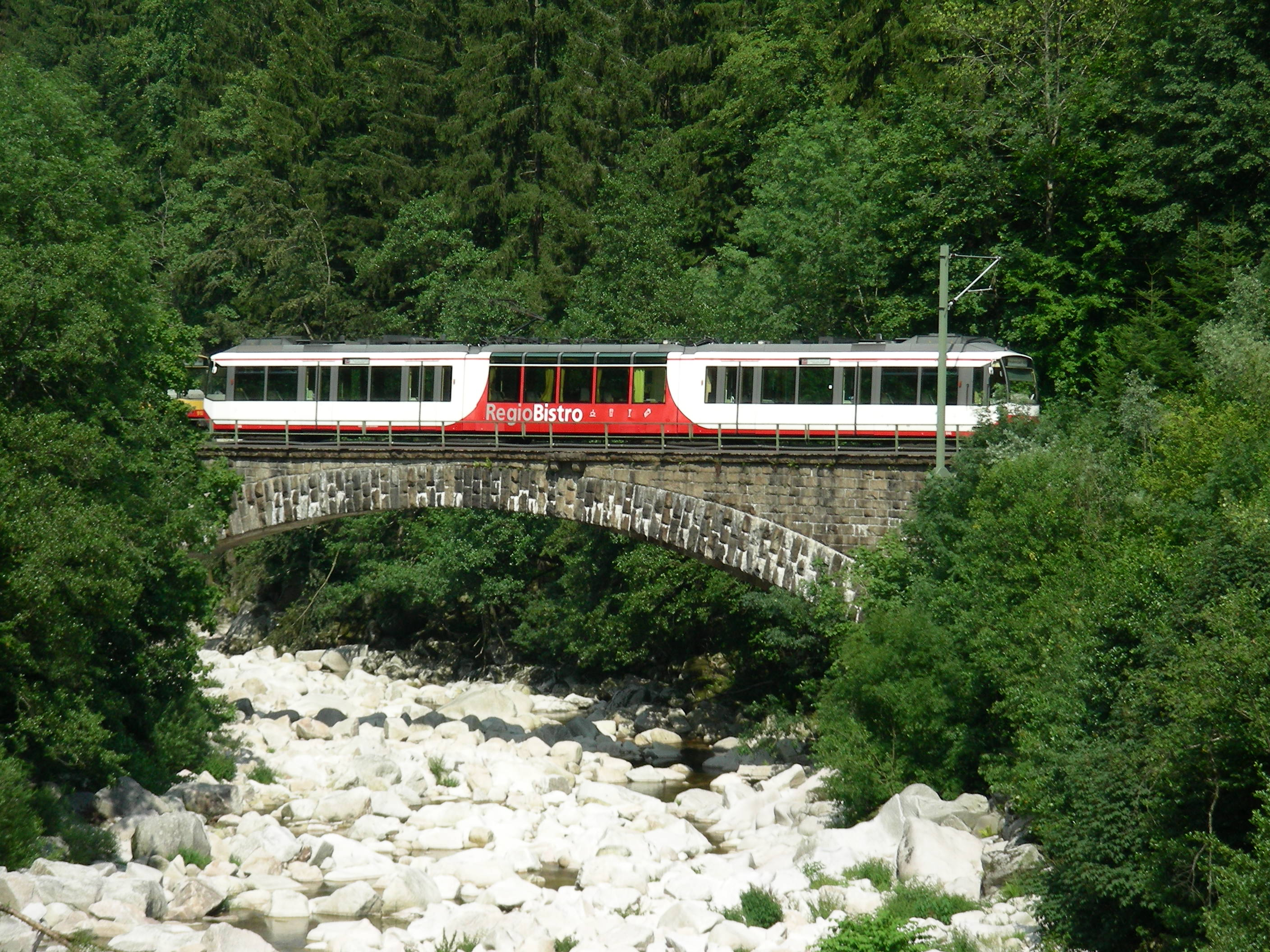
Murg, Rin

Murg este un afluent de pe versantul drept al Rinlui, amplasat în Baden-Württemberg Germania. El are izvorul în regiunea de nord din munții Pădurea Neagră. Traversează regiunea vestică a munților are o diferență de altitudine de 765 m, și se varsă după ce a parcurs 79,3 km, la Rastatt în Rin. 

Afluenți
Forbach, Sasbach, Tonbach, Schönmünz, Raumünzach, Oos 
Localități traversate
Baiersbronn, Gernsbach, Forbach, Gaggenau, Rastatt
Bazin de colectare
617 km²